# Lactobacillus thailandensis
Lactobacillus thailandensis è una specie di batterio appartenente alla famiglia delle Lactobacillaceae.